# David Conrad
David Conrad, född 17 augusti 1967 i Pittsburgh, Pennsylvania, är en amerikansk skådespelare. Han har medverkat i ett flertal filmer och amerikanska teveserier, däribland Ghost Whisperer och filmerna Men of Honor och Return to Paradise.
Han började sin skolgång på "The Kiski School", en privatskola för pojkar, och fortsatte sedan på Brown University och Juilliard School. 

## Filmografi
- 2007 – Crazy